# Château du Verger (Chaveignes)
Pour les articles homonymes, voir Château du Verger.
Le château du Verger est un château situé à Chaveignes (Indre-et-Loire) et inscrit aux monuments historiques le 28 septembre 1966.